# 스튜어트 암스트롱
스튜어트 암스트롱(영어: Stuart Armstrong, 1992년 3월 30일 ~ )은 스코틀랜드의 프로 축구 선수로, EFL 챔피언십 클럽 셰필드 웬즈데이와 스코틀랜드 국가대표팀에서 미드필더로 활약하고 있다.
암스트롱은 던디 유나이티드에서 프로 선수 생활을 시작하여 2010년에 데뷔하여 약 150경기에 출전했다. 암스트롱은 2015년 2월 셀틱으로 이적하여 스코틀랜드 리그에서 4번의 우승과 국내 트레블 연속 우승을 도왔다. 그 후 2018년 6월, 프리미어리그 클럽 사우샘프턴으로 이적했다.
암스트롱은 19세 이하 및 21세 이하 스코틀랜드 국가대표로 활약한 후 2017년에 정식 국가대표로 데뷔하여 UEFA 유로 2020에서 스코틀랜드 국가대표팀을 대표했다. 2013년에는 SFWA 올해의 젊은 선수로 선정되었으며, 스코티시 프리미어십의 PFA 스코틀랜드 올해의 팀에 세 번이나 선정되었다. 또한 PFA 스코틀랜드 올해의 젊은 선수로도 두 번이나 후보에 올랐다.

## 어린 시절
인버네스에서 태어난 암스트롱은 동료 축구 선수 프레이저 파이비와 함께 애버딘의 헤이즐헤드 아카데미에 다녔다. 암스트롱은 잔프랑코 졸라를 우상화하며 자랐다.

## 구단 경력

### 초기 경력
암스트롱은 다이스 보이스 클럽과 인버네스 캘리도니언 시슬 유소년 팀에서 뛰다가 2009년 7월, 던디 유나이티드와 프로 계약을 맺었다.

### 던디 유나이티드
암스트롱은 2010년 11월, 해밀턴 아카데미컬과의 경기에서 교체 투입되어 던디 유나이티드에서 1군 데뷔 전을 치렀다. 시즌이 끝날 무렵 피터 휴스턴 감독은 암스트롱의 교체 선수 역할에 대해 칭찬했다.
암스트롱은 2011년 12월, 세인트 미렌과의 경기에서 던디 유나이티드 소속으로 첫 골을 넣으며 2-2 무승부를 기록했다. 경기 후 암스트롱은 "지난달 인버네스에서 굴절된 골을 넣었지만 지난주 2-2 무승부에서 세인트 미렌을 상대로 첫 제대로 된 슈팅을 날렸고, 그 덕분에 자신감이 생겼다"라고 말했다.

### 셀틱
2015년 1월, 던디 유나이티드는 암스트롱에 대한 셀틱의 두 차례 이적 제안을 거절했지만, 2015년 2월 2일, 동료 던디 유나이티드 선수 게리 맥케이스티븐과 함께 이적이 완료되었다. 암스트롱은 이적 요청을 거부했다. 셀틱이 국내 트레블을 추격하면서 두 선수 모두 남은 스코티시컵과 스코티시 리그컵 타이에 출전할 수 없게 되었다.
암스트롱은 2015년 2월 11일, 파틱 시슬에서 열린 셀틱과의 리그 경기에서 3-0으로 승리하며 셀틱 데뷔 전에서 득점을 올렸다. 그는 동료 데뷔팀 게리 맥케이스티븐이 득점포를 가동한 후 셀틱에 2-0 리드를 안겼다. 암스트롱은 2015년 2월 19일, 인테르나치오날레 밀라노과 UEFA 유로파리그에서 3-3으로 비긴 경기에서 셀틱 파크와 유럽 무대에 데뷔했다.

### 사우샘프턴
암스트롱은 2018년 6월, 사우샘프턴과 4년 계약을 체결했다. 그는 클럽에서 "그라운드 러닝을 하고 싶다"고 말했다. 2018년 8월 12일, 암스트롱은 프리미어리그에서 번리와의 경기에서 0-0 무승부를 기록하며 데뷔 전을 치렀다. 2018년 11월, 그는 스코틀랜드 축구가 그립지 않다고 말했다. 2018년 11월 24일, 암스트롱은 풀럼과의 경기에서 사우샘프턴 소속으로 첫 두 골을 넣으며 3-2로 패했다.

## 국가대표팀 경력
암스트롱은 19세 이하 및 21세 이하 스코틀랜드 국가대표로 활약했다. 2013년 5월 21일, 암스트롱은 던디 유나이티드 팀 동료 게리 맥케이스티븐과 함께 스코틀랜드 국가대표팀에 소집되었다. 2015년 8월과 2017년 3월에 다시 국가대표팀에 소집되었다. 암스트롱은 2017년 3월 26일, 슬로베니아와의 경기에서 1-0으로 승리하며 국가대표 데뷔 전을 치렀다. 고든 스트라컨 대표팀 감독은 "내가 본 스코틀랜드 데뷔 전 중 최고"라고 평가했다. 2017년 9월, 그는 부상으로 인해 2018년 월드컵 예선에 출전한 두 경기에서 제외되었다.
2020년 10월, 그는 코로나19 양성 판정을 받은 이스라엘과의 UEFA 유로 2020 예선 플레이오프 준결승전을 위해 스코틀랜드 국가대표팀에서 제외되었다.
2021년 5월, 그는 연기된 UEFA 유로 2020 토너먼트의 스코틀랜드 국가대표팀에 선발되었다. 햄던 파크에서 열린 체코와 크로아티아를 상대로 선발 출전하고, 웸블리 스타디움에서 열린 잉글랜드와의 D조 조별리그 3경기에 모두 출전했다.
2024년 3월 26일, 암스트롱은 북아일랜드와의 친선 경기에서 1-0으로 패하며 스코틀랜드 국가대표 50번째 캡을 획득했다.
2024년 6월 7일, 암스트롱은 독일에서 열리는 UEFA 유로 2024 결승전에 스코틀랜드 국가대표팀에 이름을 올렸다. 그는 이번 대회에 76분 존 맥긴과 교체 투입되어 헝가리와의 경기에서 76분에 교체 투입되었고, 스코틀랜드는 3경기에서 승점 1점을 기록하며 A조 최하위를 기록했다.